# Fosfomicina
La fosfomicina è un antibiotico naturale a carattere acido, ad ampio spettro, prodotto da alcune specie di Streptomyces fradiae. Al giorno d'oggi la molecola viene ottenuta mediante sintesi chimica. Nel corso degli anni la fosfomicina ha sostanzialmente mantenuto il suo spettro di attività e la percentuale di ceppi batterici resistenti si è mantenuta stabile.

## Storia
Fosfomicina è stata scoperta grazie agli sforzi comuni di ricercatori della Merck e Co. e della CEPA, la Compagnia Spagnola di Penicilline a Antibiotici. La molecola venne isolata nel 1966 dal brodo di coltura di Streptomyces fradiae (S. viridocromogeno e S. wedmorensis). I ricercatori avevano notato che questi batteri erano evidentemente in grado di produrre una sostanza che causava la formazione di sferoplasti da popolazioni batteriche in accrescimento.
La scoperta scientifica venne descritta in una serie di articoli pubblicati nell'anno 1969. CEPA incominciò a produrre fosfomicina su scala industriale nel 1971, nel suo stabilimento di Aranjuez.

## Chimica
La struttura chimica della molecola è relativamente semplice e si caratterizza per la spiccata polarità. Si tratta dell'acido L-cis-1-2 epossipropilfosfonico. L'epossido è una componente fondamentale per l'esplicarsi dell'attività antibatterica, è una sostanza analoga al fosfoenolpiruvato (PEP). Macroscopicamente, come sale sodico, si presenta come una polvere sottile, biancastra e insapore, estremamente idrosolubile.

## Farmacodinamica
Fosfomicina è un derivato dall'acido fosfonico che, in quanto sostanza analoga al fosfoenolpiruvato (PEP) agisce inibendo la sintesi di una delle strutture della parete cellulare dei procarioti. Nello specifico determina un blocco metabolico nella sintesi dell'acido n-acetil muramico, grazie alla inibizione dell'enzima UDP-N-acetilglucosamina-3-enolpiruvil-transferasi, noto anche con il nome di MurA. Questo enzima catalizza un passaggio metabolico decisivo nella biosintesi del peptidoglicano, e cioè il legame tra fosfoenolpiruvato (PEP) ed il gruppo 3'-idrossile dell'UDP-N-acetilglucosamina. Questa porzione del piruvato fornisce il link tra il peptide e la porzione glicata del peptidoglicano.
La molecola viene quindi usata per inibire la sintesi dei precursori del peptidoglicano, il quale forma la parete batterica.
Fosfomicina entrando in competizione con il PEP si lega all'enzima piruvato UDP-NAG transferasi, ed impedisce la formazione dell'acido N-acetilmuramico (NAM), essenziale alla formazione del peptidoglicano. Fosfomicina inibisce MurA tramite l'alchilazione di un residuo di cisteina presente nel sito attivo (nell'enzima di Escherichia coli specificamemte Cys 115).
 
Lo spettro d'azione comprende batteri Gram-positivi e Gram-negativi, inclusi i ceppi produttori di penicillinasi e molti germi che frequentemente vengono isolati in corso di infezione delle vie urinarie: Escherichia Coli, Proteus, Klebsielle, Enterobacter, Pseudomonas ed altri.
Fosfomicina entra nella cellula batterica sfruttando il trasportatore per il glucosio-6-fosfato, il fruttosio-6-fosfato e l'α-glicerofosfato.

## Farmacocinetica
Dopo la somministrazione del granulato per via orale, disciolto in abbondante acqua, in cui è facilmente solubile, fosfomicina viene rapidamente e completamente assorbita nel tratto gastrointestinale. Il cibo può comportare un ritardato assorbimento e quindi determinare una lieve riduzione del picco ematico dell'antibiotico e della sua concentrazione urinaria.
L'emivita della molecola è pari a circa 3 ore ed è indipendente dal dosaggio somministrato. I soggetti anziani e coloro che hanno una funzionalità renale ridotta presentano un'emivita sierica lievemente aumentata.
Fosfomicina non si lega alle proteine plasmatiche e viene eliminata dall'organismo in forma immodificata, in particolare tramite processi di escrezione per via urinaria. Il farmaco raggiunge rapidamente (entro 2-4 ore dall'assunzione) concentrazioni decisamente elevate nel tratto urinario e le stesse si mantengono per almeno 36-48 ore.

## Usi clinici
Fosfomicina è indicata nel trattamento delle infezioni del tratto urinario, dove di solito è somministrata in singola dose orale.
Viene assunta anche per il trattamento di episodi acuti di cistiti batteriche recidivanti e nei soggetti affetti da uretrite batterica aspecifica. Trova inoltre indicazione nella batteriuria asintomatica in donne in stato di gravidanza, nelle infezioni urinarie secondarie ad interventi chirurgici e come profilassi delle infezioni delle vie urinarie nei soggetti che si debbono sottoporre ad interventi chirurgici e/o manovre diagnostiche transuretrali.
Nella pratica molti clinici la utilizzano come primo antibiotico in attesa degli esami colturali e dell'antibiogramma.
In clinica viene anche utilizzata in combinazione con tobramicina per il trattamento di infezioni polmonari, in particolare soggetti affetti da fibrosi cistica.
Il farmaco è ben tollerato e presenta una bassa incidenza di effetti collaterali ed avversi. Tuttavia, lo sviluppo di resistenza batterica in corso di terapia è un evento relativamente frequente e rende fosfomicina inadatta per il trattamento prolungato di infezioni gravi.
Ne è stato proposto l'utilizzo anche in altre condizioni, tra cui le infezioni gastrointestinali. Il problema dell'avanzare della resistenza verso molti tipi di antibiotici ha recentemente portato ad un rinnovato interesse nei confronti di questa molecola. Fosfomicina ha infatti dimostrato azione sinergica, priva di antagonismo, con molte altre sostanze, tra cui i glicopeptidi, linezolid, quinupristina-dalfopristina, i betalattamici, gli aminoglicosidi, le ansamicine, i nitroimidazoli ed i chinoloni. Quando somministrata per via endovenosa e in infusione continua è consigliato iniziare con una dose da carico di 8 g seguita dall'infusione continua di 16-24 g nei pazienti con funzione renale normale.

## Effetti collaterali e indesiderati
Fosfomicina è generalmente ben tollerata. Gli eventuali effetti avversi e indesiderati tendono a risolversi spontaneamente ed in breve tempo, senza che si debba ricorrere a specifici interventi terapeutici.
In alcuni soggetti in corso di trattamento è stata segnalata la comparsa di nausea, pirosi e diarrea. Con minore frequenza in alcuni soggetti affetti da ipersensibilità agli antibiotici possono comparire rash cutaneo e reazioni allergiche: nel caso, oltre alla sospensione del farmaco, è sufficiente procedere ad una terapia antistaminica. Molto più raramente sono state osservate gravi reazioni di ipersensibilità, tra cui l'anafilassi.

## Gravidanza e allattamento
Studi sperimentali condotti su animali con fosfomicina trometamolo non hanno evidenziato l'insorgenza di eventi avversi sul feto. In studi effettuati sui ratti, con fosfomicina sodica e calcica, sono stati evidenziati effetti tossici sul feto solo dopo la somministrazione di dosi 25 volte superiori a quelle terapeutiche. Tuttavia la somministrazione della fosfomicina in donne gravide o che allattano al seno deve essere riservata ai soli casi di effettiva necessità. 
La Food and Drug Administration (FDA) ha inserito la fosfomicina trometamolo in classe B per l'uso in gravidanza. Questa classe comprende i farmaci i cui studi riproduttivi sugli animali non hanno mostrato un rischio per il feto e per i quali non esistono studi controllati sull'uomo oppure i farmaci i cui studi sugli animali hanno mostrato un effetto dannoso (oltre a un decremento della fertilità) che non è stato confermato con studi controllati in donne nel primo trimestre di gravidanza e per i quali non c'è evidenza di danno nelle fasi avanzate della gravidanza.

## Interazioni
- Metoclopramide: la somministrazione concomitante di metoclopramide e fosfomicina trometamolo riduce l'assorbimento orale di quest'ultima.

## Meccanismi di resistenza
Il batterio può resistere all'azione della fosfomicina attraverso due meccanismi:
- Mutazioni sul gene che codifica per il trasportatore di membrana facendo in modo che il farmaco non venga riconosciuto.[14][15]
- Mutazioni dell'enzima interessato evitando che il farmaco vada a formare i legami crociati che ne impediscono l'attività con il substrato fisiologico.

Sono stati riconosciuti e identificati diversi enzimi che conferiscono resistenza alla fosfomicina, e ne esistono di codificati sia a livello cromosomico che a livello plasmidico. Tre di questi enzimi conferenti resistenza alla fosfomicina (denominati FosA, FosB e FosX) sono membri della superfamiglia delle gliossalasi. Questi enzimi funzionano da attacco nucleofilo sul carbonio 1 della fosfomicina, che apre l'anello epossidico e rende inefficace il farmaco. Gli enzimi differiscono per l'identità del nucleofilo utilizzato nella reazione: glutatione per FosA, bacillitiolo per FosB, acqua per FosX. In generale, gli enzimi di FosA e FosX sono prodotti da batteri Gram-negativi, mentre l'enzima FosB è prodotto da batteri Gram-positivi. FosC utilizza ATP e aggiunge un gruppo fosfato alla fosfomicina, alterando così le sue proprietà e rendendo il farmaco inefficace.
La fosfomicina entra nei batteri attraverso il trasportatore del glicerolo-3-fosfato.